# Равич-Щербо, Михаил Иосифович
Михаил Иосифович Равич-Щербо (21.10.1896 — 30.10.1986) — советский биохимик.

## Биография
Родился в Рязани в семье зубного врача. В 1915 г. там же окончил гимназию и поступил на медицинский факультет Московского университета.
В ноябре 1919 записался добровольцем в Красную армию. Участвовал в Гражданской войне, воевал на Юго-Восточном фронте. Служил в РККА до 1925 года. В том же году окончил медицинский факультет 2-го Московского Университета по специальности врач.
В 1925—1929 гг. — аспирант кафедры биологической химии 2-го Московского медицинского института, работал там же: в 1929—1931 — ассистент, 1932—1936 — доцент. В 1936 г. присвоены учёная степень кандидата медицинских наук и учёное звание доцента.
С июня 1936 по 1970 г. — заведующий кафедрой органической, биологической и физико-коллоидной химии Курского медицинского института. Декан факультета (1936—1938), заместитель директора по научно-учебной части (1940—1941, 1951—1953).
В 1951 г. защитил диссертацию на тему «Препараты „Йодконтраст“ и „Йодолеум“ (йодированные масла), их получение, свойства и применение», после чего ему присуждены учёная степень доктора медицинских наук и звание профессора.

## Научная деятельность
Научные исследования 1936—1954 гг. были направлены на получение йодированных липидов и изучение их биологической активности. В результате создан медицинский препарат йодолипол противовоспалительного действия, ускоряющий регенерацию клеток кожи и слизистых оболочек.
В 1955—1970 гг. в лаборатории кафедры биохимии изучены закономерности иммунных реакций на различные по химической природе и физико-химическим свойствам антигены при поражениях печени, недостаточности функций щитовидной и поджелудочной желез, действии на организм высокой и низкой внешней температуры, ультразвуковых колебаний, ионизирующих излучений.
Результаты этих исследований обобщены в монографиях Равича-Щербо и Л. Г. Прокопенко «Биосинтез антител и неспецифических гамма-глобулинов в условиях патологии» (Москва, 1966) и «Обмен иммуноглобулинов» (Москва, 1974).
М. И. Равич-Щербо написал более 100 научных работ. Под его руководством выполнено и защищено 4 докторских и 16 кандидатских диссертаций. В соавторстве с В. В. Новиковым написал учебник по физической и коллоидной химии для лечебных факультетов медицинских вузов.
Им разработаны два рентгенконтрастных диагностических препарата, быстрый метод электрофореза белков на бумаге и метод количественного определения антибиотиков в цельной крови.

## Общественная деятельность
В 1936 г. создал музыкальный ансамбль, в котором исполнял партии виолончели. В 1941 г., находясь в эвакуации в Алма-Ате, в местной филармонии получил аттестационное свидетельство II категории солиста-виолончелиста.

## Научные труды
- Физическая и коллоидная химия [Текст]: [Учебник для мед. ин-тов] / М. И. Равич-Щербо, Г. А. Анненков. — 2-е изд. — Москва: Высш. школа, 1968. — 240 с.: ил.; 22 см.
- Биосинтез антител и неспецифических гамма-глобулинов в условиях патологии [Текст] / М. И. Равич-Щербо, Л. Г. Прокопенко. — Москва: Медицина, 1966. — 216 с.: ил.; 20 см.
- Физическая и коллоидная химия [Текст]: [Учебник для мед. ин-тов] / М. И. Равич-Щербо, В. В. Новиков. — 3-е изд., испр. и доп. — Москва: Высш. школа, 1975. — 255 с.: ил.; 22 см.
- Обмен иммуноглобулинов [Текст] / Л. Г. Прокопенко, М. И. Равич-Щербо. — Москва: Медицина, 1974. — 224 с.: черт.; 21 см.